# Боркі (Єнджейовський повіт)
Боркі (пол. Borki) — село в Польщі, у гміні Єнджеюв Єнджейовського повіту Свентокшиського воєводства.
Населення — 140 осіб (2011).
У 1975-1998 роках село належало до Келецького воєводства.

## Демографія
Демографічна структура на день 31 березня 2011 року:
|          | Загалом | Допрацездатний вік | Працездатний вік | Постпрацездатний вік |
| -------- | ------- | ------------------ | ---------------- | -------------------- |
| Чоловіки | 71      | 16                 | 49               | 6                    |
| Жінки    | 69      | 20                 | 39               | 10                   |
| Разом    | 140     | 36                 | 88               | 16                   |